# Fissidens luteo-limbatus
Fissidens luteo-limbatus är en bladmossart som beskrevs av Brotherus 1895. Fissidens luteo-limbatus ingår i släktet fickmossor, och familjen Fissidentaceae. Inga underarter finns listade i Catalogue of Life.